# Návesní rybník (Uhersko)
Návesní rybník[zdroj?] je rybník o rozloze vodní plochy asi 0,4 ha, zhruba obdélníkovitého tvaru o rozměrech asi 60 × 50 m, nalézající se na bezejmenném potoce na západním okraji obce Uhersko v okrese Pardubice. Je součástí rybniční soustavy sestávající ze dvou rybníků - druhým rybníkem je rybník Mazanec. Zakreslen je již na mapovém listě č. 130 z prvního vojenského mapování z let 1764–1768. 
Rybník je využíván pro chov ryb.

## Galerie

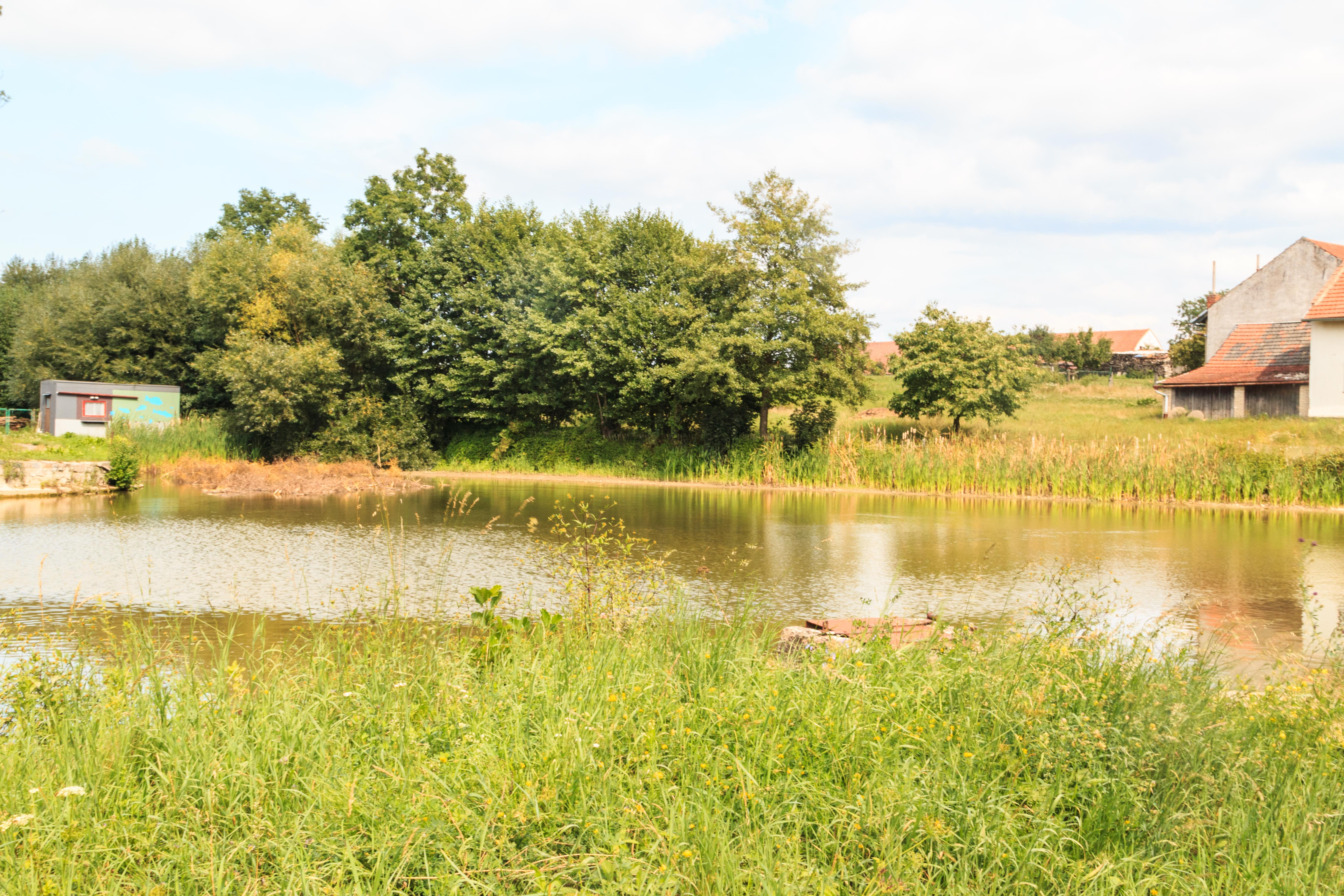
Pohled na Návesní rybník v Uhersku
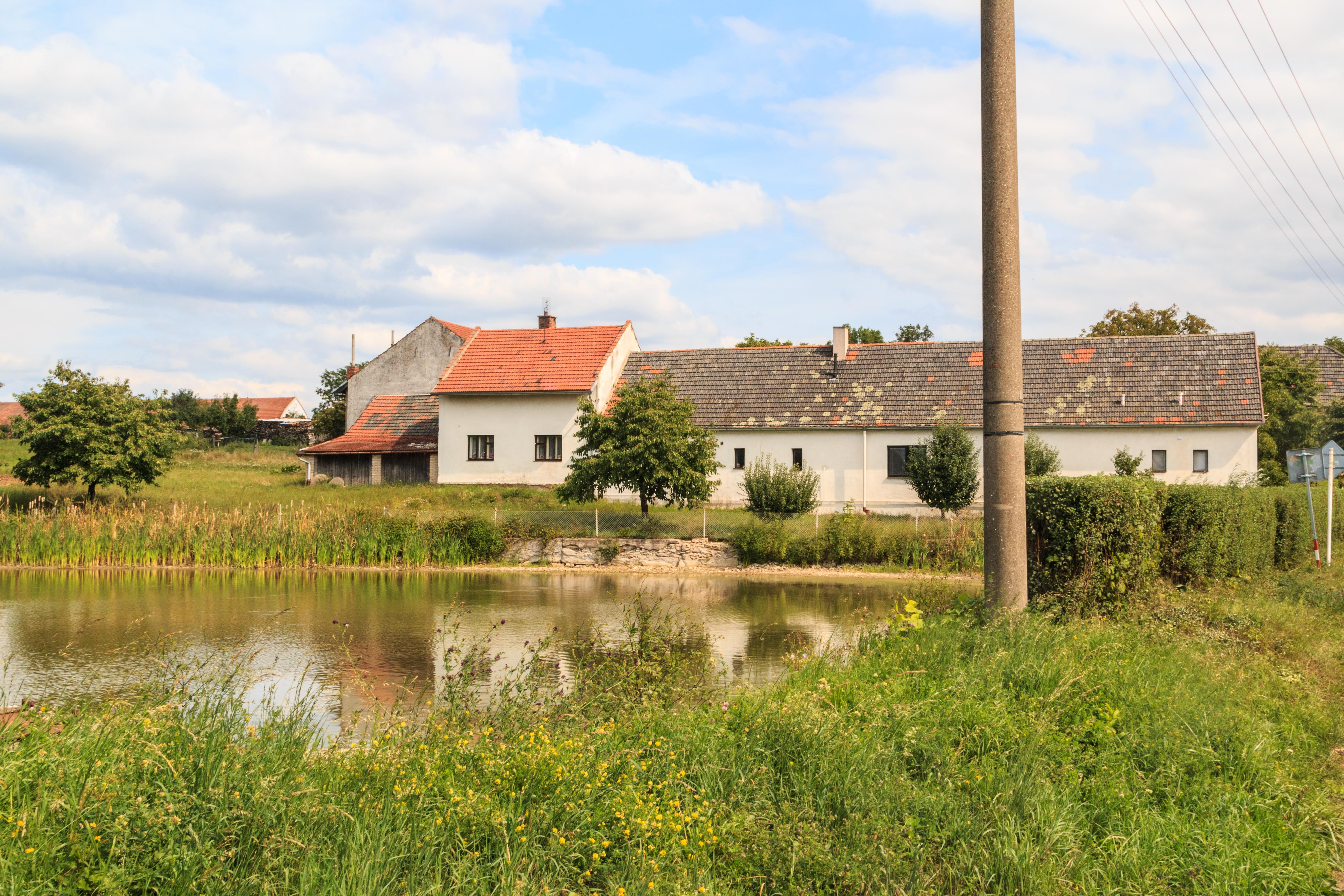
Pohled na Návesní rybník v Uhersku